# نينا غافريليوك
نينا غافريليوك (Nina Gavrilyuk) (الروسية: Ни́на Васи́льевна Гаврылю́к) هي لاعبة أولمبية لرياضة تزلج ريفي من روسيا. شاركت في الأولمبياد الشتوي في 1988–1998، وفازت بما مجموعه 4 ميداليات.

## الميداليات
| ذهب | فضة | برونز | المجموع |
| 3   | 0   | 1     | 4       |

## روابط خارجية
- نينا غافريليوك على موقع الاتحاد الدولي للتزلج (التزلج الريفي) (الإنجليزية)
- نينا غافريليوك على موقع اللجنة الأولمبية الدولية (الإنجليزية)
- نينا غافريليوك على موقع أوليمبيديا (الإنجليزية)